# V429 Возничего
V429 Возничего (лат. V429 Aurigae), HD 36195 — кратная звезда в созвездии Возничего на расстоянии приблизительно 922 световых лет (около 283 парсеков) от Солнца. Видимая звёздная величина звезды — от +8,71m до +8,61m.

## Характеристики
Первый компонент (CCDM J05329+5208A) — оранжевый гигант, пульсирующая медленная неправильная переменная звезда (LB:) спектрального класса K0. Масса — около 2,362 солнечных, радиус — около 9,26 солнечных, светимость — около 37,8 солнечных. Эффективная температура — около 4703 K.
Второй компонент — коричневый карлик. Масса — около 18,32 юпитерианских. Удалён на 1,992 а.е..
Третий компонент (TYC 3371-198-2). Видимая звёздная величина звезды — +12,333m.
Четвёртый компонент (TYC 3371-1957-1) — жёлтая звезда спектрального класса G. Видимая звёздная величина звезды — +11,758m. Эффективная температура — около 5579 K. Удалён на 25 угловых секунд.
Пятый компонент (CCDM J05329+5208C). Видимая звёздная величина звезды — +12,3m. Удалён на 8,9 угловых секунд.